# Semiothisa arenaria
Semiothisa arenaria là một loài bướm đêm trong họ Geometridae.